# Paar (rivier)
De Paar is een rivier in Duitsland. Het is een zijrivier van de Donau. Ze stroomt enkele tientallen kilometers parallel met de Lech. Steden nabij de rivier zijn Egling, Mering, Aichach, Schrobenhausen en Manching. De rivier heeft een lengte van 134 kilometer.
- Gemeinsame Normdatei: 4479400-9
- Virtual International Authority File: 236549290